# Xorides annulator
Xorides annulator är en stekelart som först beskrevs av Fabricius 1804.  Xorides annulator ingår i släktet Xorides och familjen brokparasitsteklar. Inga underarter finns listade i Catalogue of Life.